# Lepadella decora
Lepadella decora is een raderdiertjessoort uit de familie Lepadellidae. De wetenschappelijke naam van deze soort is voor het eerst geldig gepubliceerd in 1982 door Bērzinś.